# Колодня (Смоленск)
Коло́дня — бывший поселок городского типа, с 1979 года микрорайон Смоленска. Расположен на правом берегу Днепра, железнодорожная станция в 7 км от Смоленска. 14,7 тыс. жителей (1971).

## История
- Селение возникло при Старой Смоленской Дороге и получило название от реки Колоднянки, протекающей рядом.
- Первое документальное упоминание о Колодне относится к 1811 г.
- В начале XX века Колодня имела статус деревни и относилась Корохоткинской волости Смоленского уезда. В то время деревня насчитывала 11 жителей.
- В 1879 году неподалёку открыта железнодорожная платформа «Строгань» (ныне «Колодня») на линии Духовская — Смоленск[1].
- В 1937 деревня Колодня объединена со станцией Строгань и получила статус рабочего поселка, 12,8 тыс. жит.
- В годы войны поселок из-за своей близости к железной дороги был почти полностью разрушен.
- В 1979 Колодня была включена в черту города Смоленска[2].

## Экономика
- Предприятия железнодорожного транспорта.

## Достопримечательности

Героям Колоднянского подполья мужественно сражавшимся против фашистских захватчиков в годы Великой Отечественной войны 1941—1945гг

- Обелиск Колоднянским подпольщикам 1941—1945 гг.
- Памятник неизвестному солдату

## Спорт
В Колодне находится спортивно-оздоровительный комплекс ФГУП "СПО «Аналитприбор», на территории которого в том числе проводятся ежегодные лыжные соревнования в рамках мероприятия Лыжня России.

## Туризм
В 1976 на берегу Днепра построен туристический комплекс Соколья Гора. Комплекс имеет пяти и двухэтажные жилые корпуса. Занимается обслуживанием туристов местных маршрутов; пешими, водными, лыжными походами; экскурсиями в Смоленск, Новоспасское, Талашкино, Ельню.

## Культура и образование
- Средняя общеобразовательная школа, образована в 1901 разрушенная в годы Великой Отечественной войны и впоследствии восстановленная. В 2009 году школе присвоено имя Э. Д. Балтина, знаменитого адмирала, уроженца поселка Колодня.
- Городская библиотека № 4, открытая в 1953 году
- Детская Школа Искусств № 7
- Детский сад

## Археологически памятники
- Неолитическая стоянка ямочно-гребенчатой керамики 4—3 тысячелетий до н. э. При раскопках найдены обработанный кремень, каменный полированный топор и фрагменты неолитической глиняной посуды.
- Селище тушемлинских племен 1-го тысячелетия н. э. Культурный слой включает фрагменты лепных глиняных сосудов и железные шлаки.

Также в состав археологических памятников включаются три самомстоятельные группы курганов:
- 16 курганов различной формы на склоне коренного берега между Днепром и песчаным карьером, датируемых VII—IX веками. При раскопках А. Н. Лявданским и Е. А. Шмидтом были обнаружены значительное число погребений с различными вещами.
- 8 курганов северо-западнее карьера на краю высокого коренного берега Днепра, датированных XIII веком. При раскопках в 1956 году Е. А. Шмидтом были найдены останки людей, похороненных по обряду трупоположения в деревянных гробах без вещей.
- 10 насыпей, расположенных цепочкой вдоль правого берега Днепра, датированы VIII—X веками[3].